# Hana Cathala
Hana Cathala, rozená Sládková (7. dubna 1952, Praha – 5. března 2025, Francie), byla odbornice na lázeňskou péči a wellness, arteterapeutka.

## Život
Po základní škole pokračovala střední všeobecně vzdělávací školou SVVŠ Nad Štolou, kde se věnovala jazykům a sportu. Posléze studovala FF a FTVS UK. Jejím hlavním zájmem je turistický ruch a lázeňství, organizace a vedení zdravotních rekreačních pobytů.
Je matkou jednoho syna, většinu času pobývá ve Francii, v Čechách bývá příležitostně.

## Péče o zdraví
Hana Cathala se zabývala péčí o zdraví a odpovědností za ně ve spolupráci s lázeňskou péčí, která má vést k všestrannému stavu pohody a spokojenosti. V posledních letech se věnovala SPA světovych hotelů a hotelových řetězců jako Hilton, Crowne Plaza a dalších.

### Působení
Působila ve Fit SPA, Wellness a Handicap oborech na ostrovech Réunion, Madagaskar, ve Francii, Tunisku, Bulharsku, Norsku, Turecku, Řecku, Mexiku, Česku a na Slovensku.

### Spolupráce
Hana Cathala spolupracovala s Evropskou SPA asociací, jejímž cílem je propagace lázeňství a balneologie v Evropě.

## Dílo
- Cathala Hana: Wellness od vnějšího pohybu k vnitřnímu klidu, vydala Grada Publishing, a.s., 2007, ISBN 9788024723235